# 晚间新闻 (中国中央电视台)
《晚间新闻》（英語：Nightly News）是中国中央电视台的新闻节目。1985年3月1日开播至今，现时在CCTV-1播出，主要包括时政要闻，中央政治局委员、中央书记处书记、国务委员等副国级党和国家领导人的当天活动和国内外重要新闻等。

## 歷史
1985年3月1日，《晚间新闻》开播，每天10分钟，当时节目主要重播《新闻联播》中较次要的新闻，以及未能在《新闻联播》中播出的时政要闻，节目收视率徘徊在2%-5%之间。1987年4月28日起，随着中央电视台彩电中心（现在的中央广播电视总台总部大楼）的落成，《晚间新闻》开始在彩电中心制播。
《晚间新闻》同时也承接了体育新闻的播出。过去由于《新闻联播》时长有限，一些体育新闻不得不推至次日播出，《晚间新闻》的开播则拓宽了体育新闻的播出时段。1989年元旦，周一至周六晚21:55-22:00增设《体育新闻》，在《晚间新闻》之前播出，此后又调整至《晚间新闻》之后播出。
1993年3月1日，CCTV-1实行新闻滚动播出，《晚间新闻》以22:00《新闻》的名义播出，并由录播改为直播，定位为科技、文化、卫生方面的报道，收视率仍未有较大的起色。
1994年4月1日，《晚间新闻》改版，恢复《晚间新闻》的名称，在22:11左右播出，时长约8分钟，除了更换节目形象包装外，也增加了新闻事件的分析报道、对社会事件的报道和舆论监督报道，并增设“观众之声”环节。同日起，每晚22:00-22:10播出《世界报道》，关注国际新闻事件。体育新闻则在《晚间新闻》之后播出。此次改版后，节目收视率上升至6%-7%。1995年4月3日起，《晚间新闻》迁入改造后的250演播室播出。同年9月1日起，《世界报道》、《晚间新闻》和《体育新闻》共同使用250演播室，三档节目分别使用演播室中的经纬网、长城和“CCTV SPORTS”字符背景。
1996年4月2日起，三档节目合并为《晚间新闻报道》，采用统一的包装设计，每晚22:00播出，加上后面的晚间气象服务，总时长达到45分钟，这一时间段开始成为继《新闻联播》、《焦点访谈》之后的第二个黄金时段。此后《世界报道》板块于1997年1月1日从22:00调整至22:17播出，时长从10分钟延长为12分钟。
1999年7月5日，《晚间新闻报道》更换片头，包装也有所变化。《世界报道》环节在同年提前至节目开头播出。2001年4月1日，《晚间新闻报道》移入229演播室制播。

### 新闻频道开播后
2003年5月1日起，随着央视新闻频道试播，《晚间新闻报道》开始在CCTV-1和央视新闻频道并机直播，节目总时长缩短至30分钟（不含晚间天气预报）。同时原《晚间新闻报道》的《晚间新闻》、《世界报道》和《体育新闻》分别更名为《国内报道》、《国际报道》和《体育报道》，新闻频道试播期间将《晚间新闻报道》1999版片头微调。2003年7月1日，新闻频道的正式开播，《晚间新闻报道》更换新片头。在新闻频道和经济频道开播后，《晚间新闻报道》的观众被分流，收视率和市场份额有所下降。
2004年4月26日，节目不再于新闻频道播出。同年9月1日，伴随CCTV-1改版，《晚间新闻报道》调整为每日22:35播出。同年12月27日再改为22:30-23:00播出。
2005年3月1日，节目名称恢复为《晚间新闻》，在CCTV-1的播出时间调整为每日22:00-22:30，节目构成仍以国内、国际、体育三个版块为主，并改为一位主播主持所有板块，同时更换片头，不再保留小片头，节目演播室改用蓝色背景板。节目也开始在新闻频道重播或二次直播。
2006年6月5日起，随着新闻频道第三次改版，《晚间新闻》更换黄黑配色包装，并迁移到250演播室播出。2008年3月24日起，新闻频道在晚间22:00使用250演播室播出《新闻1+1》，《晚间新闻》回归229演播室播出。

### 在新闻频道的播出
2003年5月1日，《晚间新闻报道》开始在新闻频道同步直播。2004年4月26日开始，节目不再于新闻频道播出，同一时段改为重播《新闻联播》。
2005年2月，《晚间新闻报道》恢复在新闻频道重播，除有特别节目安排外，新闻频道周一至周五晚23:00-23:30重播《晚间新闻报道》，周末晚23:00-23:15重播《晚间新闻报道》国内新闻部分。
2006年6月5日，《晚间新闻》调整在新闻频道的播出安排，周一至周五改为重新录制播出，周末改为二次直播，主持人与同一天的CCTV-1版本不同。

### 撤出新闻频道
2009年8月10日起，新闻频道改版，晚间23:00开播《24小时》，《晚间新闻》取消在新闻频道的播出。8月17日起，晚间新闻更换新包装，次日起移入250演播室制播，但背景以抠像方式显示229演播室机房场景。同年10月，节目时长压缩至22分钟。此后《晚间新闻》不再分版块播出。
2009年9月28日起，随着CCTV-1高清版的开播，节目开始在229演播室以高清播出，但片头、新闻片、节目期间的广告仍为4:3标清格式，新闻镜面也兼顾标清安全线。
2011年9月5日，《晚间新闻》再次改版，播出时长从22分钟恢复为30分钟，首播新闻量提升50%，节目对时政新闻增添导语，提升现场报道比重和国际新闻报道量，并有观点评论环节。节目由新闻中心综合频道新闻编辑部制作，节目包装改为红色。
2019年12月21日，《晚间新闻》移入N01演播室播出，实现了片头、广告和新闻素材内容的高清制播。

## 播出安排
CCTV-1：22:00-22:30首播。
如果当晚播出特别节目，则会顺延至特别节目结束后播出或缩减为20分钟，若当晚大型晚会且与央视其他频道并机直播时（例如启航元旦晚会），22:00照常插播《晚间新闻》以兼顾内地常规收视及此时段港澳版本编排同步，届时央视其他频道则照常播出当天大型晚会，即CCTV-1则无法看到22:00-22:30时段的节目内容，除夕夜春晚期间（或部分大型赛会开闭幕式）则不会播出。

### 重播
- 1992年10月1日至1993年2月27日期间，该节目在CCTV-4重播，在此之前，《晚间新闻》曾在CCTV-2进行过重播。
- 2016年4月2日起，《晚间新闻》开始于每天凌晨1:00（不固定）在综合频道安排一次重播。

## 主播
1996年4月至2005年3月，该节目设立三大板块，三大板块分为三位主持人主持。2005年3月改版后调整为由一位主持人主持所有板块。
不过，在极少数情况下会安排两名主播，如在2016年9月15日，《晚间新闻》对天宫二号的发射进行了直播，当晚由彭坤和潘涛两位主播共同播报。

### 现任主播
彭坤、潘涛

### 卸任主播[e]以及代班主播
- 代班主播：郭志坚、海霞[f]、康辉[g]、李梓萌、宝晓峰、刚强[h]、严信、张仲鲁、郑丽
- 現職前任主播：贺红梅[i]、纳森、紫凝
- 《体育新闻》主播（1992年-2005年2月）：梁毅苗、马昕、沙桐、宁辛、朱虹
- 新闻频道版本主播（2005年3月1日-2009年8月9日）：宝晓峰、耿萨、和佳、张璐、郑丽、郑天亮、朱广权
- 已轉幕後主播：李瑞英、李修平、邢质斌、王宁、张宏民
- 已離職主播：郎永淳、杨晨[j]、杨柳、颜倩、刘羽、胥午梅[k]、赵普[l]
- 已故主播：罗京、顾国宁

## 特别安排
- 2016年9月15日，因直播天宫二号发射特别节目，当日《晚间新闻》改为彭坤和潘涛两人主持，节目采用了蓝色包装，并延长至35分钟[21]。